# Lingua siculo-araba
Il siculo-arabo (o arabo siciliano) è stato un dialetto della lingua araba parlato in Sicilia e a Malta tra il IX e il XIV secolo.

## Conquista islamica della Sicilia
La Sicilia inizia ad essere conquistata da musulmani a partire dallo sbarco a Mazara del Vallo dell'827. Entro l'878 tutta la Sicilia, eccetto Rometta, Catania, Taormina e dintorni, era in mano ai musulmani e l'arabo divenne la lingua ufficiale dell'isola fino alla metà dell'XI secolo quando i Normanni cristiani conquistarono l'isola. I Normanni permisero comunque che la lingua araba rimanesse in uso. Nel secolo successivo la dinastia normanna terminò e i loro successori, nel XIII secolo, cacciarono i musulmani rimanenti.

## Parole arabe nel siciliano attuale
Attualmente l'influenza dell'arabo è presente in centinaia di parole siciliane, molte delle quali riguardano l'agricoltura e le attività ad essa collegate. Questo è comprensibile in quanto gli arabi introdussero in Sicilia molte tecniche che, all'epoca, erano sconosciute o cadute nell'oblio, specialmente per quanto riguarda l'irrigazione e la coltivazione e nuovi tipi di colture, molte delle quali praticate ancora oggi.
Alcune parole di origine araba sono:
- balata - pietra o balaustra; est. tomba (da balat, pietra, cfr. maltese blata; dal latino palatium)
- burnia o brunìa - giara (da burniya; latino hirnea)
- capu-raìs - capo, capobanda (da raʾīs, capo)
- cafisu - misura per l'acqua e, soprattutto, per l'olio (da qafīz)
- carruva - frutto del carrubo (da harrub cfr. castigl. algarroba)
- cassata - torta siciliana con ricotta (da qashata; latino caseata, qualcosa fatto di formaggio; castigliano quesada o quesadilla)
- dammusu - soffitto (da dammūs, volta, caverna)
- favara - sorgente d'acqua (da fawwara)
- jarrusu - giovane effeminato (da ʿarusa, sposa)
- gebbia - vasca di conservazione dell'acqua utilizzata per l'irrigazione (da jabh, cisterna)
- giggiulena - seme di sesamo (da giulgiulan)
- giurana - rana (da jrān)
- alammiccu - storta (da al-ʾinbīq)
- mischinu - poverino (dall'arabo miskīn e ancora prima dall'accadico muškēnum "mendicante")
- noria - ruota idraulica (dall'arabo n'r, vociare, zampillare)
- saja - canale (da sāqiya, irrigatrice, cfr. castigliano acequia)
- Sbernia - Sberna (da Bernia, Albernia, Burnus, Bernus)
- sciàbbaca o sciabbacheju - rete da pesca (da šabaka)
- taliari - guardare, osservare (da ṭalaʿa´; castigliano atalaya, torre, altura, e atalayar, registrare il campo da una torre o altura, osservare, spiare; dall'arabo ispanico attaláya')
- tannura - cucina in muratura (da tannūr, forno)
- tùmminu - tomolo (misura agraria) (da tumn)
- vàḍḍara - ernia (da adara)
- zabbara - agave (da ṣabbāra)
- zaffarana - zafferano (da zaʿfarān, che è dal persiano; castigliano azafrán, dall'arabo ispanico azza´farán)
- zàgara - fiore dell'arancio (da zahra, fiore; castigliano azahar, dall'arabo ispanico azzahár)
- zaccanu - recinto per le bestie (da sakan)
- zammù - anice (da zammut)
- zibbibbu - tipo di uva a grossi chicchi (da zabīb, uva passita)
- zirru - recipiente (da zir)

Arabi sono anche alcuni toponimi:
- Alcàntara deriva da al-qantar (arco o ponte, identico toponimo si registra in Spagna)
- Alia deriva da yhale (viale, identico toponimo si registra in Spagna)
- Buscemi, Calascibetta, Calatabiano, Calatafimi, Caltabellotta, Caltagirone, Caltanissetta, Caltavuturo derivano da qalʾat (قَلْعَة) significa castello o fortezza
- Marsala da Marsa Allāh (porto di Dio)
- Marzamemi da marsa (porto)
- Mongibello, Gibellina, Gibilmanna, Gibilrossa da jabal (monte)
- Misiliscemi da Manzil-al-Escemmu (luogo elevato dove scorre l'acqua)
- Racalmuto, Regalbuto, Ragalna, Regaleali da rahl (luogo di soggiorno, quartiere)
- Giarre, Giarratana da jarra (da cui il siciliano giarra; contenitore o giara di terracotta)
- Misilmeri, da Menzel-el-Emir (villaggio dell'Emiro)
- Mezzojuso, da Menzel Yusuf : Casali di Yusuf
- Donnalucata, da Ayn-Al-Awqat (fonte delle ore)
- Canicattì, Canicattini da "ḵandaq aṭ-ṭīni" (fossato d'argilla)
- Sàvoca, da "As-Sabuqah" (luogo remoto).[1]

Vi sono poi alcuni cognomi di origine araba:
- Alabiso - deriva dal soprannome dato al capostipite, dal termine arabo yabis "arido, secco".
- Butera - possibile che derivi da un'italianizzazione del nome arabo Abu Tir (padre di Tir), o anche dal mestiere del capostipite espresso dal vocabolo arabo butirah (pastore)
- Cangemi - da ḥaǧǧām, 'flebòtomo' ('strumento per effettuare un salasso' o 'chi effettua un salasso')
- Caruana - dall'arabo che a sua volta proviene dal persiano kārwān "carovana" convoglio di cammelli, dromedari e altri animali da trasporto
- Cassarà - da qaṣr e Allah - "castello di Allah (o Ali)"
- Fragalà - "gioia di Allah"
- Garufi - "crudele"
- Gebbia - gebihja vasca o cisterna
- Gedda - toponimo in Arabia Saudita
- Maimone - "fortunato"
- Moschella, Muschitta - "moschea"
- Sberna - "Mantello orientale" (da bernus o barnus)
- Sciarrabba, Sciarabba - da sarab bevanda (di solito vino o altri alcolici)
- Taibi - tayyb "molto buono"
- Vadalà, Badalà - "servo di Allah"
- Zahami, Zagami - "coraggio"
- Zappalà - "forte in Allah"
- Zizzo - aziz "prezioso"

Bisogna tener ben presente che nel periodo arabo della storia siciliana una grossa popolazione grecofona rimase nell'isola continuando ad usare il greco come propria lingua. Quello che è meno certo è l'estensione della popolazione parlante una lingua latina. Mentre una forma di volgare latino certamente sopravvisse in alcune comunità isolate durante l'epoca araba è molto discusso in che misura (e se) essa influenzò lo sviluppo del siciliano, seguito alla re-latinizzazione dell'isola. L'ipotesi più probabile è che se ebbe qualche influenza essa fu piccola. Questo punto di vista è sostenuto dal fatto che poche parole siciliane riflettono una forma latina arcaica (come invece succede nel sardo). In ogni caso esistono alcune testimonianze per cui la prospettiva di una sopravvivenza di un volgare latino durante il dominio arabo non può essere esclusa.

## Lingua maltese
Nonostante il siculo-arabo si estinse nell'isola di Sicilia, questo sopravvisse, evolvendosi, a Pantelleria (dove si sarebbe estinto tra il XVII e XVIII secolo) e a Malta, finendo per assorbire, tra le tante, le influenze italiana, francese e, più di recente, inglese. Ecco alcuni termini di origine siculo-araba sopravvissuti nella lingua maltese e in quella siciliana:
| Maltese  | Siculo-arabo          | Italiano                    |
| -------- | --------------------- | --------------------------- |
| Bebbuxu  | Babbaluciu/Vavaluciu  | Chiocciola                  |
| Kapunata | Capunata              | Caponata                    |
| Qassata  | Cassata               | Cassata                     |
| Ġiebja   | Gebbia                | Abbeveratoio                |
| Ġunġlien | Giuggiulena/Ciciulena | Seme di sesamo              |
| Saqja    | Saja                  | Saia (Canale d'irrigazione) |
| Kenur    | Tannura               | Forno per cucinare          |
| Żagħfran | Zaffiranu             | Zafferano                   |
| Żahra    | Zàgara                | Zagara (bocciolo, fiore)    |
| Żbib     | Zibbibbu              | Uvetta                      |

## Personaggi celebri parlanti il siculo arabo
- Ibn Rāshiq (1000-1070), linguista nato a M'Sila in Algeria, ma che fuggì in Sicilia per sfuggire alle devastazioni operate dai nomadi Banū Hilāl in Ifrīqiya.
- Ibn al-Birr (Abū Bakr Muḥammad ibn ʿAlī), lessicografo e filosofo nato in Sicilia alla fine del X secolo. Studia ad Alessandria e a Mahdia (Ifrīqiya, attuale Tunisia), per poi ritornare nell'isola alla fine del periodo kalbita, ultima dinastia musulmana siciliana legata (sempre più nominalmente) ai Fatimidi del Cairo.
- Ibn Ḥamdīs (Noto 1056 - Maiorca 1133), poeta.
- Jawhar al-Ṣiqillī (Sicilia 911 - Il Cairo 992), generale siciliano che creò il più grande impero fatimide della storia e conquistò tutto il Nordafrica, l'Egitto e la Siria. Fondatore di al-Qāhira (Il Cairo) e della moschea di al-Azhar, una delle più antiche e più rinomate università del mondo islamico sunnita.
- Imām al-Māzarī (Mazara del Vallo, 1061 – Mahdia, 1141). Giurista malikita arabo-siciliano.
- al-Ballanūbī, poeta arabo-siculo dell'XI secolo, nato a Villanuova.
- Abū Ḥafṣ ʿUmar ibn Makkī aṣ-Ṣiqillī (m. 1108), erudito e filologo, autore di un'opera sugli errori di pronuncia dei siculo-arabi
- Ibn al-Qaṭṭāʿ, poeta e filologo arabo-siculo.